# Janów (Przemysłów)
Janów – dawna wieś, obecnie zniesiona część wsi Przemysłów w Polsce położona w województwie mazowieckim, w powiecie gostynińskim, w gminie Gąbin.
Dawniej odrębna wieś i gromada w gminie Czermno (zniesiona w 1954 roku).
Od 1 stycznia 1973 do 4 października 1973 w gminie Słubice. 5 października 1973 sołectwo Przemysłów włączono do gminy Gąbin.
W latach 1975–1998 miejscowość administracyjnie należała do województwa płockiego.